# Friedhof Westerhüsen

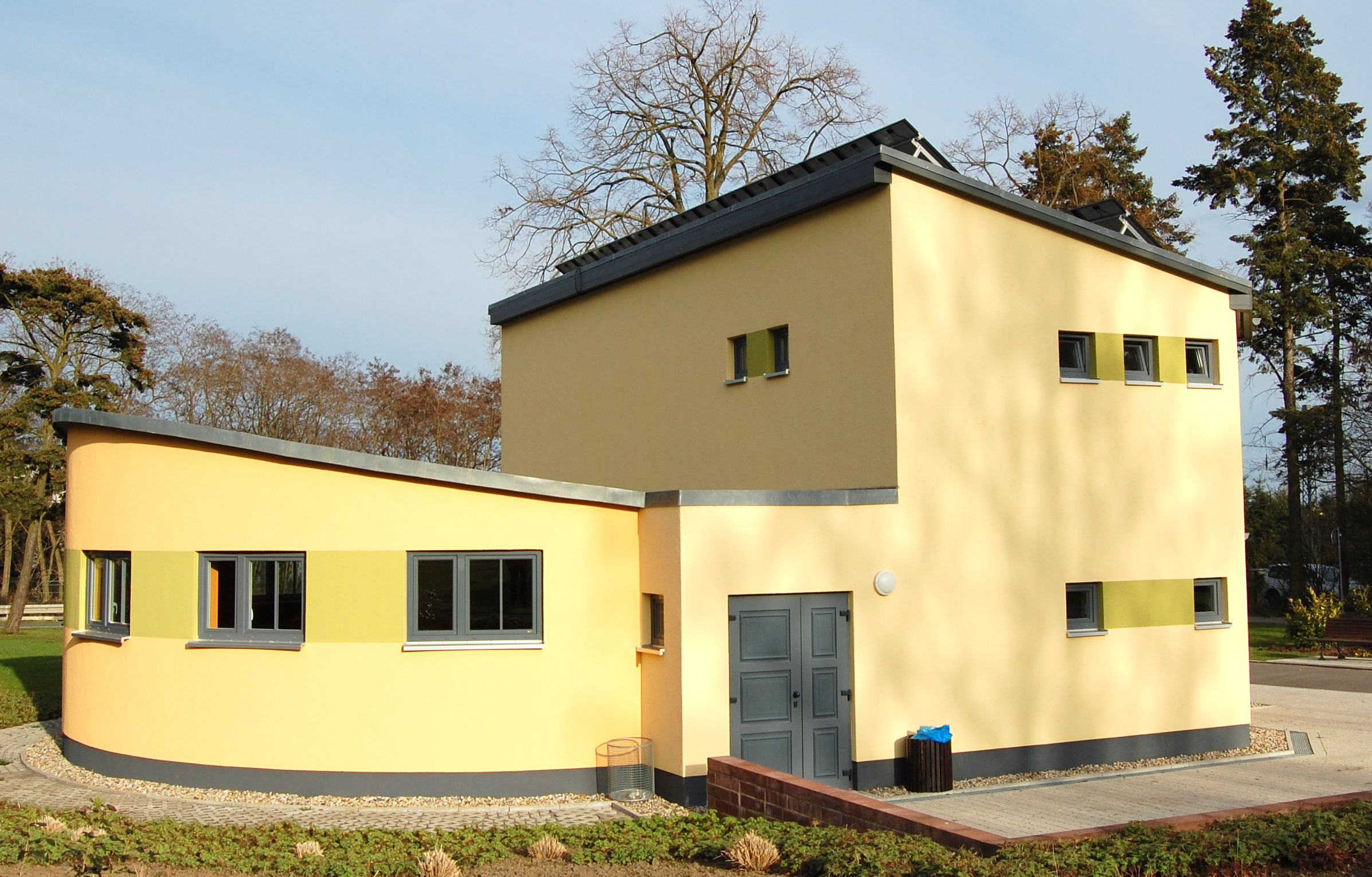
Friedhofskapelle Westerhüsen

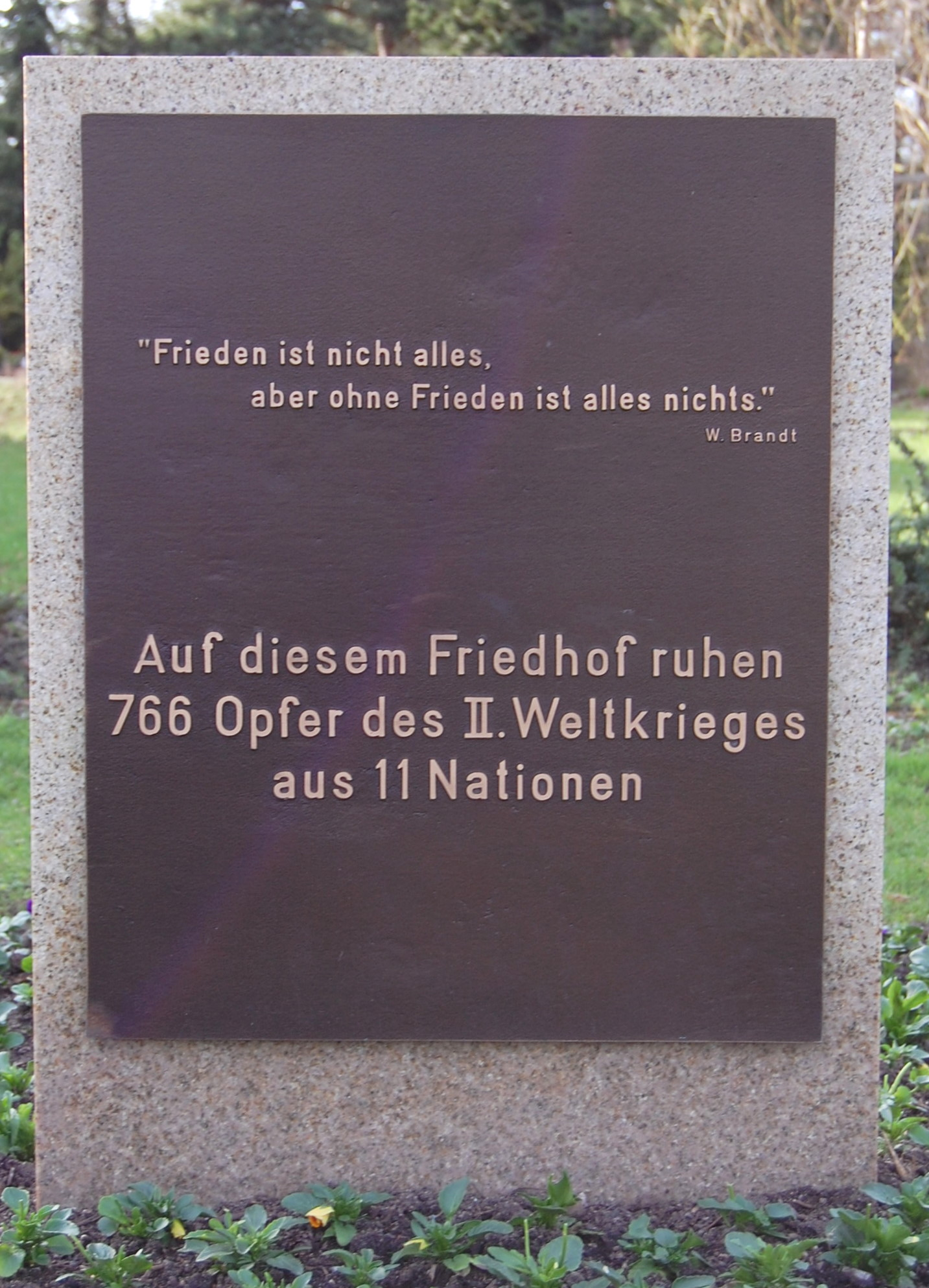
Gedenkstein am Friedhofseingang

Der Friedhof Westerhüsen ist der kommunale Friedhof des Magdeburger Stadtteils Westerhüsen.

## Lage
Der sich heute über 4,4 Hektar erstreckende Friedhof liegt westlich des Ortszentrums an der Westseite der Bahnstrecke Magdeburg–Leipzig. Südlich und westlich des Friedhofs erstreckt sich die Parkanlage Volkspark Westerhüsen. Nördlich liegt die Sportanlage Tonschacht.

## Geschichte und Anlage
Der ursprüngliche Friedhof der Gemeinde Westerhüsen befand sich im Umfeld der Sankt-Stephanus-Kirche und war vermutlich bereits seit dem 9. Jahrhundert in Nutzung. Am 15. Mai 1835 wurde dort das letzte Begräbnis vorgenommen. Es handelte sich um die drei Monate alte Tochter des Gastwirts Friedrich Curio. Die alten Grabsteine des Friedhofs waren, bis auf zwei noch heute vorhandene Grabsteine des 1834 verstorbenen Pfarrers Wenzlau und seiner Ehefrau an der Westwand des Kirchturms, bereits in den 1870er Jahren weitgehend verschwunden. Zwei Fragmente eines weiteren historischen, aus Westerhüsen stammenden Grabsteins befinden sich im Lapidarium St. Gertraud in der Salbker Sankt-Gertraud-Kirche. Es handelt sich um die Reste des Grabsteins für Matthias Alharte (1662–1684), der sich ursprünglich auf dem Friedhof der Stephanuskirche befand. Der alte Kirchhof nahm den Charakter eines Ziergartens an, den er noch heute weitgehend hat.
Bereits ab 1830 war im Bereich der Kurve der heutigen Zackmünder Straße ein neuer Friedhof außerhalb des Dorfs angelegt worden. Die erste Beerdigung erfolgte am 23. Juli 1830 mit der Beisetzung der im Alter von 66 Jahren verstorbenen Marie Sophie Cordula Schaefer, der ältesten Tochter des Pfarrers Schäfer. Mit dem ab 1837 genehmigten Bau der Bahnstrecke Magdeburg-Leipzig wurde jedoch der Friedhof durchschnitten, so dass er in Teilen nicht mehr genutzt werden konnte. Der vermögende Ackermann Stöffler erreichte, dass die im betroffenen Gebiet angelegte Erbbegräbnisstätte zunächst erhalten blieb und durch eine Mauer geschützt wurde. Ab 1894 erfolgte der viergleisige Ausbau der Strecke bis nach Schönebeck, womit sich der Platzbedarf der Bahn vergrößerte. Der westliche Teil des Friedhofs musste vollständig aufgegeben werden. Auch das Stöfflersche Erbbegräbnis verschwand.
Mit der durch die zunehmende Industrialisierung wachsenden Bevölkerungszahl wurde auf Dauer ein neuer Friedhof erforderlich. Nach der Eingemeindung Westerhüsens nach Magdeburg im Jahr 1910 erwarb die Stadt Magdeburg am Fuße der Wellenberge eine Fläche von 140 Morgen, die bis dahin als Acker und Wiese genutzt wurde. Es war beabsichtigt abseits der Wohnbebauung einen größeren Friedhof für den Magdeburger Südosten anzulegen. Der Rauch des auch geplanten Krematoriums sollte die Bevölkerung nicht belästigen. 1916 wurde mit dem Ziel des Entwurfs von Friedhofsanlagen inklusive Krematorium ein Wettbewerb durchgeführt, an dem sich bekannte Architekten wie Leberecht Migge, Albin Müller, Bruno Taut und Martin Wagner beteiligten. Eine Umsetzung eines Entwurfs erfolgt jedoch nicht. Auf einer Teilfläche von 3,7 Hektar im nordöstlichen Teil des Areals wurde dann 1918 der Friedhof für den Stadtteil Westerhüsen eröffnet. Die übrige Fläche wurde zum Volkspark Westerhüsen. Als erste Beisetzung auf diesem Friedhof erfolgte am 16. Oktober 1918 die Beisetzung des im Alter von 45 Jahren verstorbenen Maurers Karl Lindemann. Der erhalten gebliebene Teil des alten Friedhofs wurde aufgegeben. An seiner Stelle befindet sich heute das Feuerwehrhaus der Freiwilligen Feuerwehr Magdeburg-Südost, der Kindergarten sowie Kleingärten, darunter auch der Schulgarten der Grundschule Westerhüsen.
Pläne in den 1920er Jahren die Bevölkerungszahl Magdeburgs auf etwa 500.000 Einwohner annähernd zu verdoppeln und hierfür die Bebauung der Stadt Magdeburg im Südosten deutlich auszudehnen, sahen das Gebiet des heutigen Volksparks als Großfriedhof vor. Vom 12. bis 20. März 1920 wurden die Entwürfe für einen neuen Friedhof im Rathaus Magdeburg ausgestellt. Es lagen Entwürfe von Reinhardt & Süßenguht aus Charlottenburg, Baurat Wagner aus Berlin, Albin Müller aus Darmstadt sowie von Bauer, Schütz und Günther aus Magdeburg vor. Sieger unter den vier Entwürfen wurde der von Reinhardt & Süßenguht. Straßenplanungen in der nördlich gelegenen Siedlung Westerhüsen, so die Anlage der Weimarer Straße, richteten sich auf den vorgesehenen Großfriedhof aus. Die Planung des Großfriedhofes wurde später fallen gelassen. Stattdessen wurde mit der Eingemeindung Diesdorfs der Westfriedhof ausgebaut. In Westerhüsen blieb es beim kleinen nur auf den Stadtteil Westerhüsen ausgerichteten Friedhof. Die Feierhalle und das Verwaltungsgebäude des kleinen Friedhofs wurde vom Stadtbaumeister Bruno Taut entworfen, die Wasserversorgung des Friedhofs erfolgte über eine kleine Hangquelle. Das übrige Areal wurde aufgeforstet, zur öffentlichen Grünanlage umgestaltet und am 1. Mai 1933, nach anderen Quellen am 1. Mai 1934 als Volkspark Westerhüsen eröffnet.
1942 entstand nördlich des Friedhofs das Zwangsarbeiterlager Diana. Die dort gefangenen, vornehmlich aus Osteuropa stammenden Menschen mussten im in der Nähe befindlichen Chemiewerk Fahlberg-List arbeiten. Aufgrund der schlechten Lebensbedingungen kam es zu vielen Todesfällen, darunter auch im Lager geborene Kinder. Die verstorbenen Zwangsarbeiter wurden im südlichen Teil des Friedhofes beigesetzt. Im Frühsommer 1941 war ein freies Teilstück im südlichen Teil der Anlage von 1500 m² vom Friedhof abgegrenzt worden. Hier wurde der sogenannte Ausländerfriedhof, das heutige Feld der Vereinten Nationen, angelegt. Auf diesem Friedhof wurden alle in Magdeburg verstorbenen KZ-Häftlinge, Kriegsgefangene und ausländischen Arbeiter beigesetzt. 1943 wurden von der städtischen Garten- und Friedhofsverwaltung Schilder mit den Aufschriften Zugang nur für Deutsche, für den nördlichen Teil, und Zugang für ausländische Zivilarbeiter und Kriegsgefangene für den südlichen Bereich des Friedhofes aufgestellt.
Zum Kriegsende wurden in der Umgebung Westerhüsens gefallene deutsche Soldaten von deutschen Kriegsgefangenen unter US-amerikanischem Kommando auf dem Friedhof beigesetzt. Die Anzahl ist unbekannt. Gefallene US-amerikanische Soldaten wurden auf dem benachbarten Ausländerfriedhof beigesetzt.
Nach Beendigung des Zweiten Weltkriegs wurde das südliche Gräberfeld würdig umgestaltet und zu Ehren der 1945 gegründeten Vereinten Nationen als Feld der Vereinten Nationen benannt. Nach 1989 erfolgte eine Sanierung des Gräberfelds. Vor dem Friedhof weist ein Gedenkstein auf die im Feld der Vereinten Nationen bestatteten Toten hin.
Anfang des 21. Jahrhunderts wurde die aus der Anfangszeit des Friedhofs stammende Friedhofskapelle abgerissen und 2007 durch einen Neubau ersetzt. Der Bau bietet Platz für 50 Gäste und verfügt über eine Orgel. Der Friedhof umfasst Reihengrab- und Wahlgrabstätten sowohl für Erdbestattungen als auch für Urnenbeisetzungen. Darüber hinaus besteht eine Urnengemeinschaftsanlage.

## Beisetzungen bekannter Persönlichkeiten
Auf dem Friedhof ist Rudolf Zernick (1929–1997), Chemieingenieur und langjähriger Leiter der Ingenieurschule für Chemie „Justus von Liebig“, beigesetzt. Auch die langjährige Leiterin des Magdeburger Stadtarchivs Ingelore Buchholz (1936–2006) wurde hier bestattet.